# Club Atlético Florida
O Club Atlético Florida é um clube uruguaio de futebol fundado em 1939, e situado na cidade de Florida, na região central do país.
Manda seus jogos no Estadio Artigas Lacassy Loroña, em Florida, cuja capacidade de torcedores ainda é desconhecida.

## História
Filiado à Liga de Fútbol de Florida, foi campeão do Torneio local em 1923, 1927, entre outras ocasiões.

## ligações externas
- Site do CA Florida